# Helena Fibingerová
Helena Fibingerová, née le 13 juillet 1949 à Víceměřice, est une ancienne athlète tchèque (alors citoyenne tchécoslovaque) qui pratiquait le lancer du poids dans les années 1970 et 80.
Helena Fibingerová participa à sa première compétition en 1966 et lança à 13,61 m. Entre 1969 et 1987, elle fut 27 fois championne de Tchécoslovaquie (en salle et en plein air). Durant sa longue carrière, elle remporta neuf médailles d'or, cinq d'argent et deux de bronze. Elle a été une fois championne du monde et huit fois championne d'Europe en salle. De plus, elle a établi trois records du monde. Elle fut la première femme à lancer à plus de 22 m.

## Palmarès

### Jeux olympiques d'été
- Jeux olympiques d'été de 1972 à Munich (Allemagne de l'Ouest)
  - 7e au lancer du poids
- Jeux olympiques d'été de 1976 à Montréal (Canada)
  -  Médaille de bronze au lancer du poids

### Championnats du monde d'athlétisme
- Championnats du monde d'athlétisme de 1983 à Helsinki (Finlande)
  -  Médaille d'or au lancer du poids
- Championnats du monde d'athlétisme de 1987 à Rome (Italie)
  - 8e au lancer du poids

### Championnats d'Europe d'athlétisme
- Championnats d'Europe d'athlétisme de 1969 à Athènes (Grèce)
  - 10e au lancer du poids
- Championnats d'Europe d'athlétisme de 1971 à Helsinki (Finlande)
  - 12e au lancer du poids
- Championnats d'Europe d'athlétisme de 1974 à Rome (Italie)
  -  Médaille de bronze au lancer du poids
- Championnats d'Europe d'athlétisme de 1978 à Prague (Tchécoslovaquie)
  -  Médaille d'argent au lancer du poids
- Championnats d'Europe d'athlétisme de 1982 à Athènes (Grèce)
  -  Médaille d'argent au lancer du poids
- Championnats d'Europe d'athlétisme de 1986 à Stuttgart (Allemagne de l'Ouest)
  - 10e au lancer du poids

### Championnats d'Europe d'athlétisme en salle
- Championnats d'Europe d'athlétisme en salle de 1972 à Grenoble (France)
  - 8e au lancer du poids
- Championnats d'Europe d'athlétisme en salle de 1973 à Rotterdam (Pays-Bas)
  -  Médaille d'or au lancer du poids
- Championnats d'Europe d'athlétisme en salle de 1974 à Göteborg (Suède)
  -  Médaille d'or au lancer du poids
- Championnats d'Europe d'athlétisme en salle de 1975 à Katowice (Pologne)
  -  Médaille d'argent au lancer du poids
- Championnats d'Europe d'athlétisme en salle de 1977 à Saint-Sébastien (Espagne)
  -  Médaille d'or au lancer du poids
- Championnats d'Europe d'athlétisme en salle de 1978 à Milan (Italie)
  -  Médaille d'or au lancer du poids
- Championnats d'Europe d'athlétisme en salle de 1980 à Sindelfingen (Allemagne de l'Ouest)
  -  Médaille d'or au lancer du poids
- Championnats d'Europe d'athlétisme en salle de 1981 à Grenoble (France)
  -  Médaille d'argent au lancer du poids
- Championnats d'Europe d'athlétisme en salle de 1982 à Milan (Italie)
  -  Médaille d'argent au lancer du poids
- Championnats d'Europe d'athlétisme en salle de 1983 à Budapest (Hongrie)
  -  Médaille d'or au lancer du poids
- Championnats d'Europe d'athlétisme en salle de 1984 à Göteborg (Suède)
  -  Médaille d'or au lancer du poids
- Championnats d'Europe d'athlétisme en salle de 1985 à Athènes (Grèce)
  -  Médaille d'or au lancer du poids

## Records du monde
- 21,57 m le 21 septembre 1974 à Gottwaldov, amélioration du record de Nadezhda Chizhova de 12 cm
- 21,99 m le 26 juillet 1976 à Opava, amélioration du record de Ivanka Hristova de 10 cm
- 22,32 m le 20 août 1977 à Nitra, amélioration de son précédent record. Ce dernier ne sera battu que le 2 mai 1980 par Ilona Slupianek de 4 cm